# Kenneth French
Kenneth Ronald French (* 10. März 1954 in Franklin, New Hampshire) ist ein US-amerikanischer Ökonom. Sein Forschungsschwerpunkt sind Investitionsstrategien.

## Leben
Kenneth French wurde als Sohn von Vernon Cecil und Barbara Jean French, geb. Craig, geboren. Er studierte an der Lehigh University Maschinenbau und schloss sein Studium 1975 mit einem Bachelor ab. Er schloss ein Studium der Finanzen und des Rechnungswesens an der University of Rochester an, welches er 1978 mit einem MBA beendete. Einen Master of Science erhielt er drei Jahre später von der University of Rochester für Finanzen und Ökonometrie. 1983 erhielt er von derselben Universität seinen Ph. D. Anschließend war er an der University of Chicago als Dozent, ab 1985 als außerordentlicher und ab 1987 als ordentlicher Professor tätig. 1993 war er, neben seiner Tätigkeit an der Chicagoer Universität, als Gastprofessor an der Tuck School of Business am Dartmouth College tätig. 1994 ging Kenneth French an die Yale School of Management. Dort war er als Edwin J. Beinecke Professor für Management und Finanzen tätig. 1998 wechselte er an das Massachusetts Institute of Technology, bevor er 2001 wieder an die Tuck School of Business als Carl E. and Catherine M. Heidt Professor ging.
Zusammen mit Eugene Fama schrieb er eine Reihe von Aufsätzen, die die Gültigkeit des Capital Asset Pricing Model (CAPM) in Frage stellten. Dieses Modell besagt, dass einzig das Beta als aktienspezifische Variable einen Einfluss auf die erwartete Rendite der Aktie besitzt. In ihren Aufsätzen schildern sie, dass neben dem Beta der Aktie auch noch Faktoren wie Marktkapitalisierung und das Verhältnis von Buch- und Marktwert des Eigenkapitals Einfluss auf die erwartete Rendite der Aktie haben. Diese Ergebnisse führen zu einer Erweiterung des Capital Asset Pricing Model zum  Fama-French-Dreifaktorenmodell.
Seit 2007 ist French Mitglied der American Academy of Arts and Sciences.
Kenneth French ist verheiratet und hat drei Kinder.